# Rijekas karneval

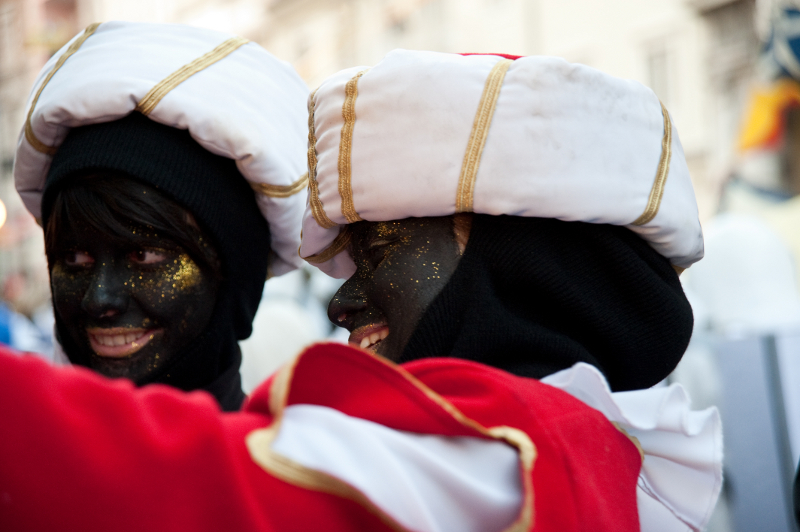
Deltagare 2014 utklädda till morer.

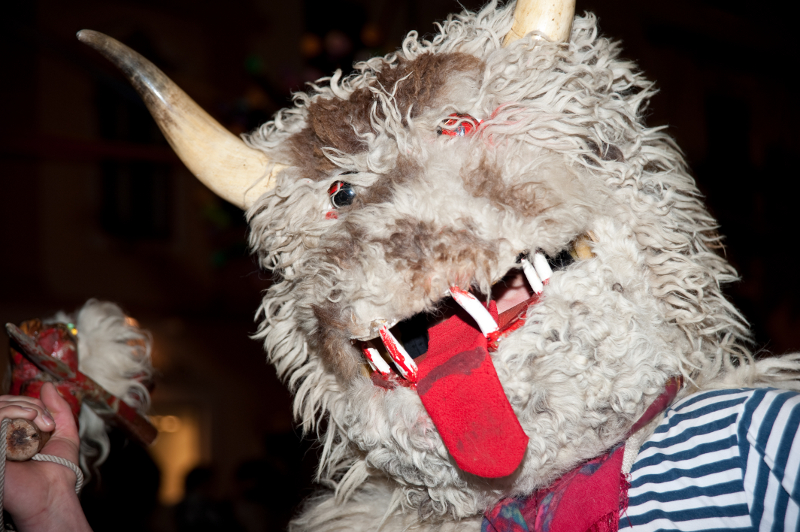
Klockringare (zvončar) i paraden 2014.

Rijekas karneval (kroatiska: Riječki karneval) är en årligen återkommande karneval i Rijeka i Kroatien. Det är den största karnevalen i Kroatien och med över 10 000 deltagare och 100 000 åskådare (2001) hör karnevalen till en av de största i Europa. Karnevalen, som har en internationell karaktär med deltagare och besökare från hela världen, hålls årligen innan påskfastan och passerar huvudgatan Korzo.  

## Historia
Karnevalstraditionen i Rijekaområdet har gamla anor. Redan för ett århundrade sedan anordnades karnevaler och karnevalsbaler med deltagare från den österrikiska och ungerska aristokratin, tyska baroner, grevar och grevinnor från hela Europa. 1982 återupptogs denna tradition och har sedan dess vuxit till en av de större karnevalerna i Europa. 

## Manifestationer
Rijekas karneval omfattar flera attraktioner. Under öppningsceremonin lämnar Rijekas borgmästare symboliskt över nycklarna till staden till Meštar Toni ("Mäster Toni"). Han övertar då symboliskt rollen som borgmästare under festligheterna. Övriga moment omfattar bland annat utnämnandet av "karnevalens drottning", karnevalsbalen i Guvernörspalatset, barnkarnevalen, fester, konserter, utställningar och sportevenemang. Huvudnumret är dock karnevalsparaden då maskerade deltagare paraderar genom stadens centrala delar. Ett stående inslag är klockringarna (zvončari) som deltar i paraden som hålls den sista söndagen innan askonsdagen.

### Fotnoter
1. 1 2  Rijekas karneval Arkiverad 19 februari 2012 hämtat från the Wayback Machine. - Officiell webbplats (engelska)